# Lupus de Frioul
Lupus de Frioul est duc des Lombards du duché de Frioul (tué vers 665).

## Biographie
Selon Paul Diacre dans son Histoire des Lombards, Lupus succède comme duc de Frioul à Ago. Utilisant un gué établi sur la mer aux temps anciens, il gagne avec son armée l'île de Grado proche d'Aquilée puis il pille la ville et revient chargé des trésors du patriarcat d'Aquilée. Lorsque le roi Grimoald entreprend son expédition à Bénévent, il confie le gouvernement de son palais et de sa capitale à Lupus. Ce dernier gouverne Ticinum avec violence et lorsque le roi annonce son retour, Lupus conscient de ses mauvaises actions se retire au Frioul. Grimoald se refusant à déclencher une guerre civile entre les Lombards incite le Khagan des Avars à marcher sur le Frioul afin de punir Lupus. Lupus combat quatre jours contre les envahisseurs : vainqueur les trois premiers jours, il détruit l'armée avare et fait un butin important mais le quatrième jour, des troupes nouvelles innombrables d'Avars l'attaquent et Lupus trouve la mort pendant que les survivants de son armée vont se réfugier à l'abri des murailles de Cividade tandis que les Avars ravagent le pays. Grimoald est obligé d'intervenir pour repousser l'invasion pendant que Arnefrid le fils de Lupus tente de succéder à son père au Frioul.
Lupus est également le père d'une fille nommée Théodorate. Après la mort de son père, le roi Grimoald la donne comme épouse à son fils Romuald et elle sera la mère des trois fils de ce dernier, Grimoald, Gisulf et Arichis.